# Diário de Bitita
Diário de Bitita é um livro autobiográfico da escritora brasileira Carolina Maria de Jesus, que foi publicado postumamente em 1986.
No livro, Carolina de Jesus narra desde seus primeiros anos de vida, passando por toda sua infância, adolescência e o princípio de sua vida adulta.

## Contexto
Publicado originalmente em francês, com o título de Journal de Bitita pela editora Métailié em 1982, o livro chegou no Brasil apenas em 1986 pela editora Nova Fronteira.
Poucos anos antes de sua morte, em 1972, Carolina entregou para a jornalista Clélia Pisa dois cadernos com manuscritos, sendo um deles composto por diversos poemas, que posteriormente formariam o livro Um Brasil para Brasileiros, e outro composto por diversas narrativas autobiográficas que formam o livro Diário de Bitita.
Em Janeiro de 2014 o livro foi republicado no Brasil, desta vez pela editora SESI-SP.

## O livro
Nascida em uma comunidade pobre na zona rural da cidade de Sacramento em Minas Gerais, em Diário de Bitita, Carolina Maria de Jesus narra as dificuldades enfrentadas no começo de sua vida, em meio à pobreza e à exclusão social contra a população negra, em um Brasil duas décadas após a abolição da escravatura.
Em uma época onde o acesso à educação era extremamente restrito, especialmente para mulheres e pessoas negras como Carolina, o livro narra a busca de Bitita pelo estudo, seus primeiros anos frequentando a escola onde aprendeu a ler e escrever, algo raro para a época, e também o que o posterior abandono da escola.
Diário de Bitita narra a vida de Carolina Maria de Jesus até o momento em que ela se muda para São Paulo após a morte de sua mãe, a vida de Carolina após essa mudança é narrado em seu livro de maior sucesso Quarto de Despejo.